# Botho zu Stolberg-Wernigerode
Graf Botho zu Stolberg-Wernigerode (* 4. Mai 1805 in Gedern; † 4. August 1881 in Ilsenburg) war ein deutscher Historiker und Burgenforscher.

## Leben
Er war der drittgeborene Sohn des Erbgrafen Henrich zu Stolberg-Wernigerode und der Jenny geb. Prinzessin von Schönburg-Waldenburg. Nach der Erziehung durch Hauslehrer und Bildungsreisen, die er ab 1817 unternahm, besuchte Graf Botho ab 1821 das Blochmannsche Institut in Dresden. Anschließend diente er zwei Jahre im Gardedragoner-Regiment in Berlin und ging ab 1826 an die Universität Heidelberg. Ein kurzes Intermezzo im Verwaltungsdienst unternahm er bei der preußischen Regierung in Düsseldorf.
1839 erhielt er von seinem Vater Henrich die Verwaltung der hessischen Herrschaft Gedern übertragen. Durch den Tod seines ältesten Bruders Hermann 1841 wurde er vom Vater aus Hessen wieder zurück in die Grafschaft Wernigerode berufen. Nach Henrichs Tod übernahm er als Vormund des minderjährigen Otto zu Stolberg-Wernigerode bis 1858 die Regierungsgeschäfte.
In dieser Zeit gehörte er zu den Förderern des 1852 gegründeten Gesamtvereins der deutschen Geschichts- und Alterthumsvereine und des Germanischen Museums in Nürnberg, dem er nach seinem Tod 1881 seine umfangreiche Sammlungen und Zeichnungen über Burgenkunde im deutschsprachigen Raum vermachte. 1868 gehörte er zu den Mitbegründern des Harz-Vereins für Geschichte und Altertumskunde, dessen Vorsitzender er für zehn Jahre war.
Im Schloss Ilsenburg verbrachte er seine letzten Lebensjahre, wo er verstärkt seiner Sammelleidenschaft nachging und wissenschaftlich arbeitete. Sein Forschungsschwerpunkt war das Mittelalter, aber auch die jüngste Vergangenheit, besonders die seines Hauses, als dessen lebende Chronik er gelten konnte.

## Familie

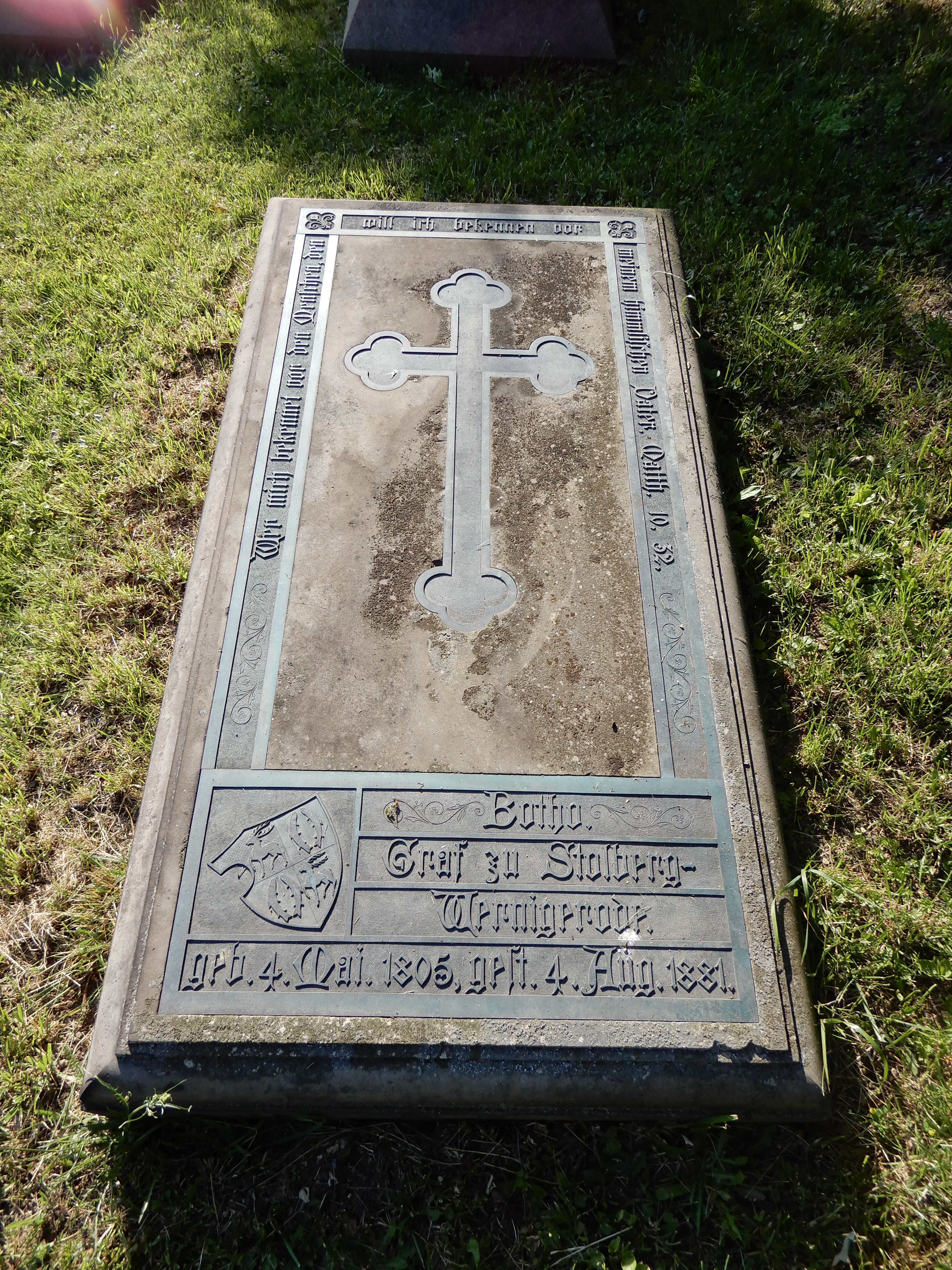
Grabstätte auf dem Schlossfriedhof Wernigerode

Am 15. August 1843 heiratete Graf Botho Adelheid, geborenen Gräfin zu Erbach-Fürstenau, die Tochter von Albrecht zu Erbach-Fürstenau. Die Ehe blieb kinderlos.

## Werke posthum
- 1883 Geschichte des Hauses Stolberg vom Jahre 1210 bis zum Jahre 1511. Hrsg. G. A. v. Mülverstedt, E. Baensch jun., Magdeburg. Digitalisat
- 1885 Regesta Stolbergica. Hrsg. G. A. v. Mülverstedt

## Ehrungen
Vom 8. Juli bis 7. November 2010 gestaltete das Germanische Nationalmuseum in Nürnberg eine Ausstellung „Blicke auf die Burg“ mit Zeichnungen und Aquarellen aus den Beständen des Grafen Botho zu Stolberg-Wernigerode und Karl August von Cohausen.